# De Vier Evangelisten (Nederlandse kunstenaarsgroep)

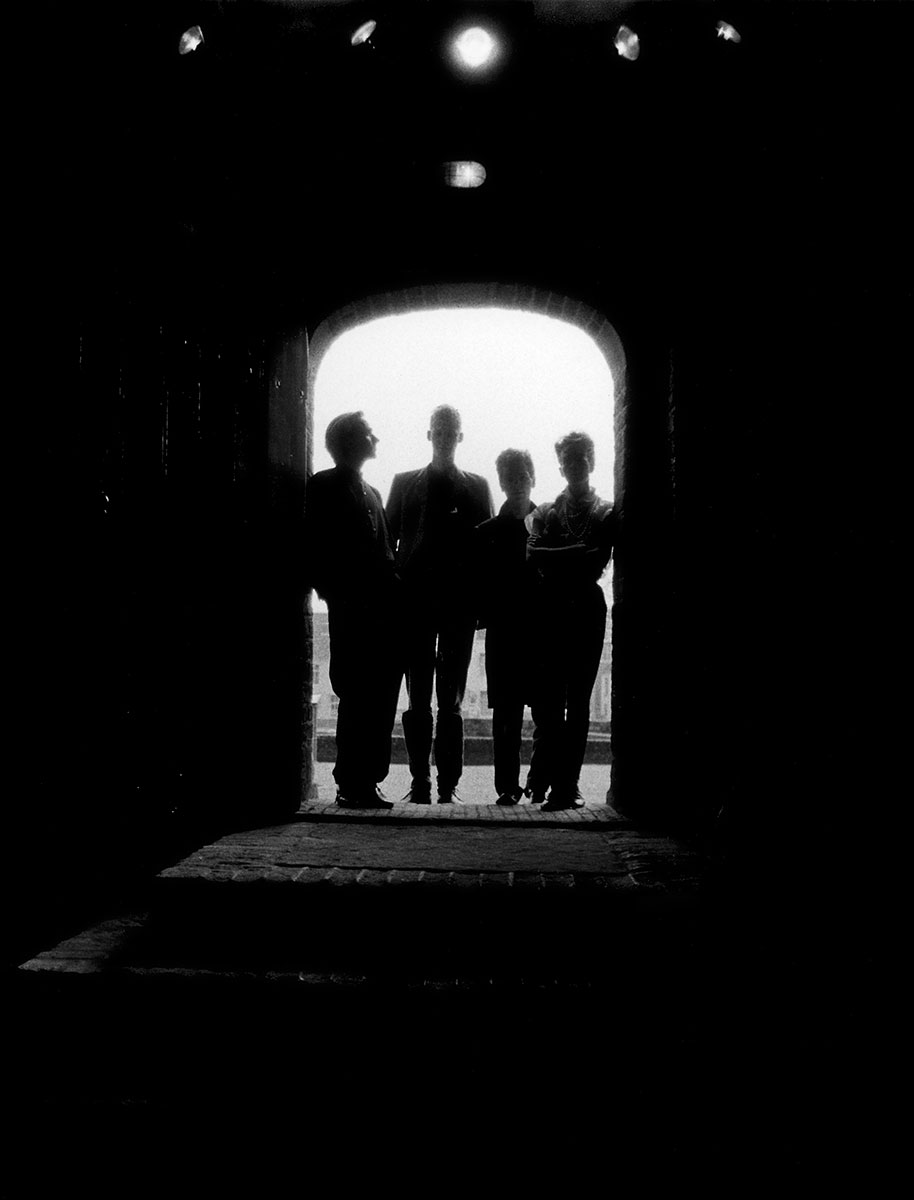
De Vier Evangelisten (1985)

De Vier Evangelisten is een kunstenaarsgroep actief van 1983 tot 1994.
In 1983 besluiten Rins Boschma (1962), Tilly Buij (1957), Gerard Groenewoud (1958) en Gertjan Slagter (1961) om vanuit gelijkgestemde motieven samen te gaan exposeren onder de naam De Vier Evangelisten. Deze samenwerking leidt al spoedig tot tal van grootscheepse installaties waarbij zonder onderscheid van een persoonlijk aandeel een totaalkunstwerk wordt vervaardigd. Door de gehele tentoonstellingsruimte als kunstwerk op te vatten, trachtten zij een nieuw wereldbeeld te scheppen waarin het zoeken naar een diepere betekenis van kunst voorop staat.
Aanvankelijk werken zij vooral in het alternatieve circuit van kunstenaarsinitiatieven. In enkele weken wordt uit afvalmateriaal een kortstondige 'esthetische ervaring' geschapen, die na afloop ook inderdaad in de container verdwijnt. Later worden er in diverse musea en voor opdrachtgevers werken uitgevoerd waarvan enkele een definitieve vorm gekregen hebben.

## Tentoonstellingen
- 1983 W-139, Amsterdam
- 1984 De Kapel, Den Haag
- 1985 De Fabriek, Eindhoven
- 1987 Beelden en Banieren, Fort Asperen Acquoy
- 1987 Ecce Homo, Brüderkirche Kassel
- 1988 Een Grote Aktiviteit, Stedelijk Museum (Amsterdam)
- 1989 W-139, Amsterdam
- 1989 Tegen de Keer, Pier Pander Museum Leeuwarden
- 1990 Paleistuin/Beeldentuin, Paleis Noordeinde Den Haag
- 1991 Artis, 's-Hertogenbosch
- 1992 Rijksoogst, Gemeentemuseum (Arnhem)

## Galerij

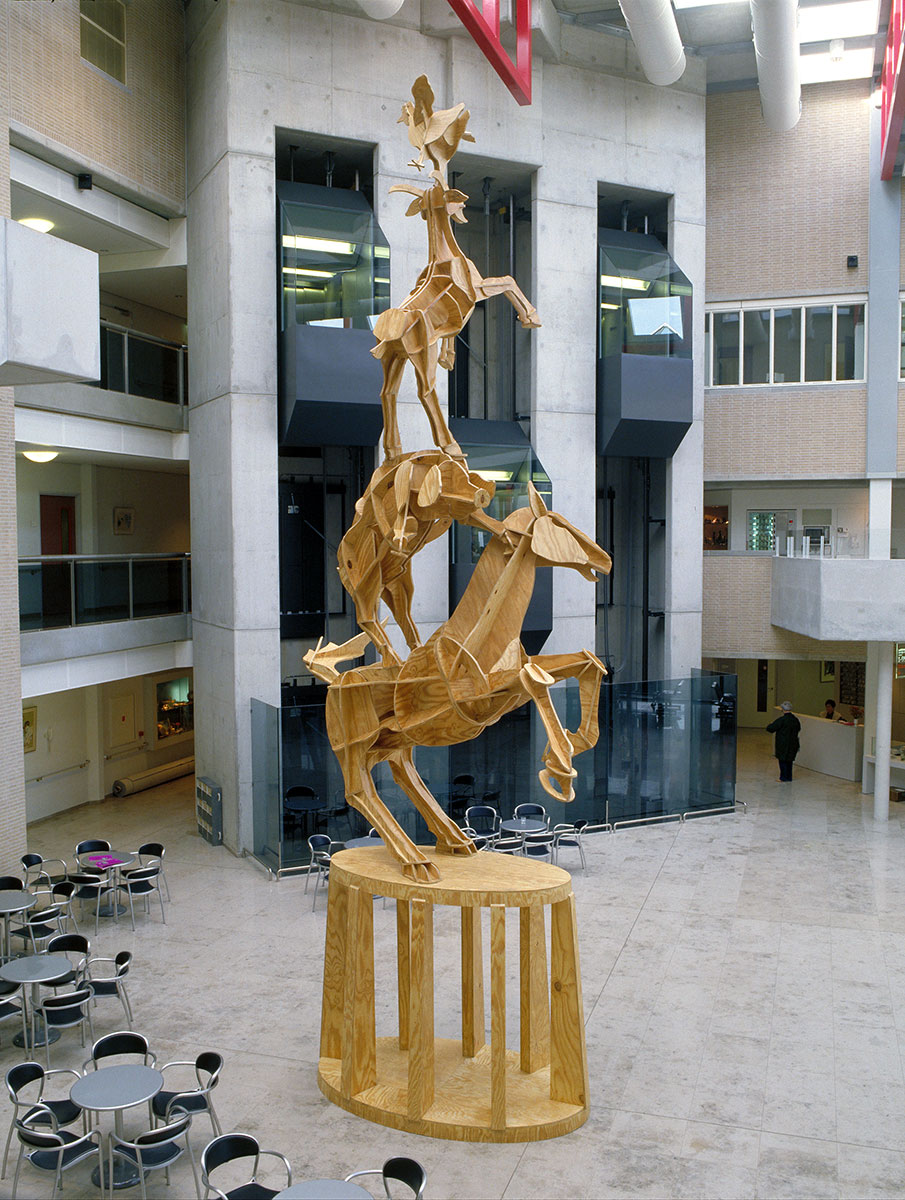
Consolazione Bipartito (1994)
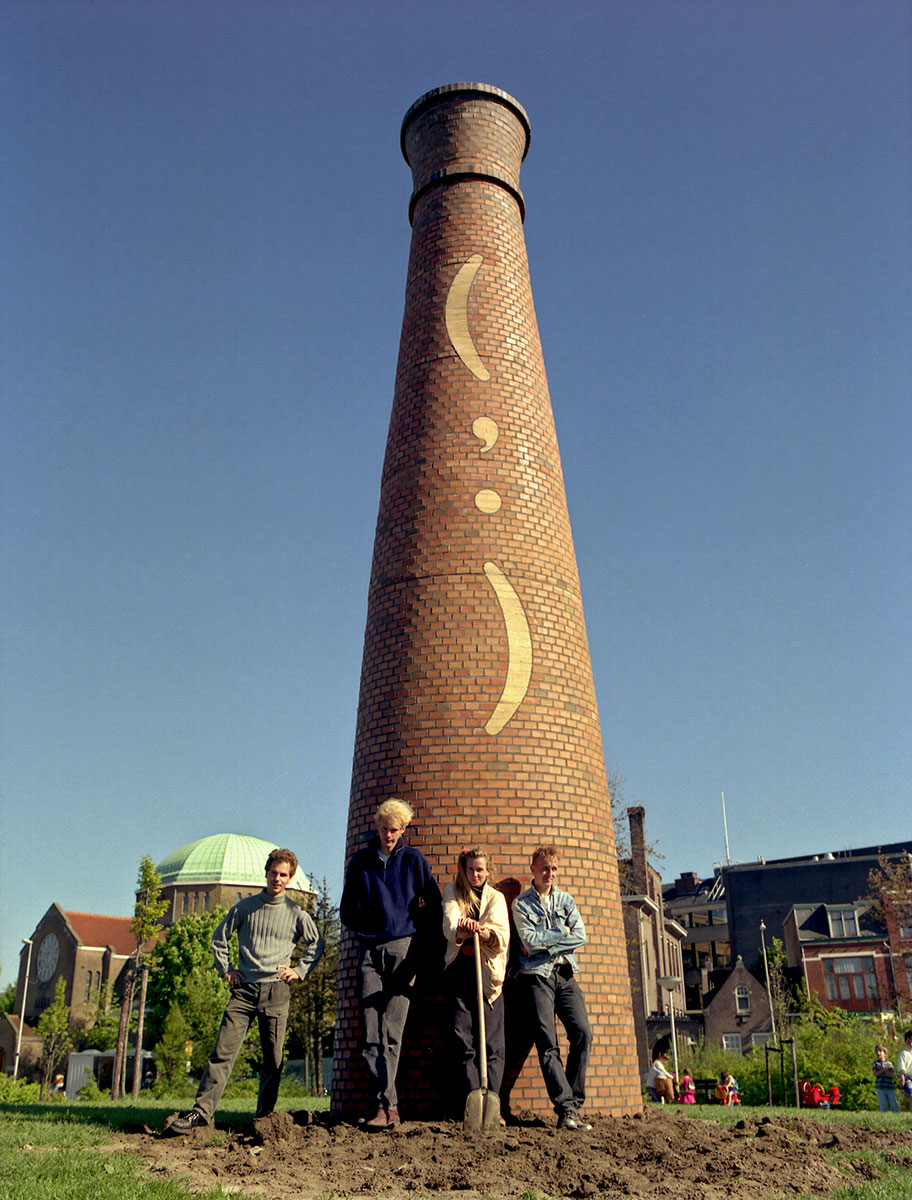
zonder titel (1990)
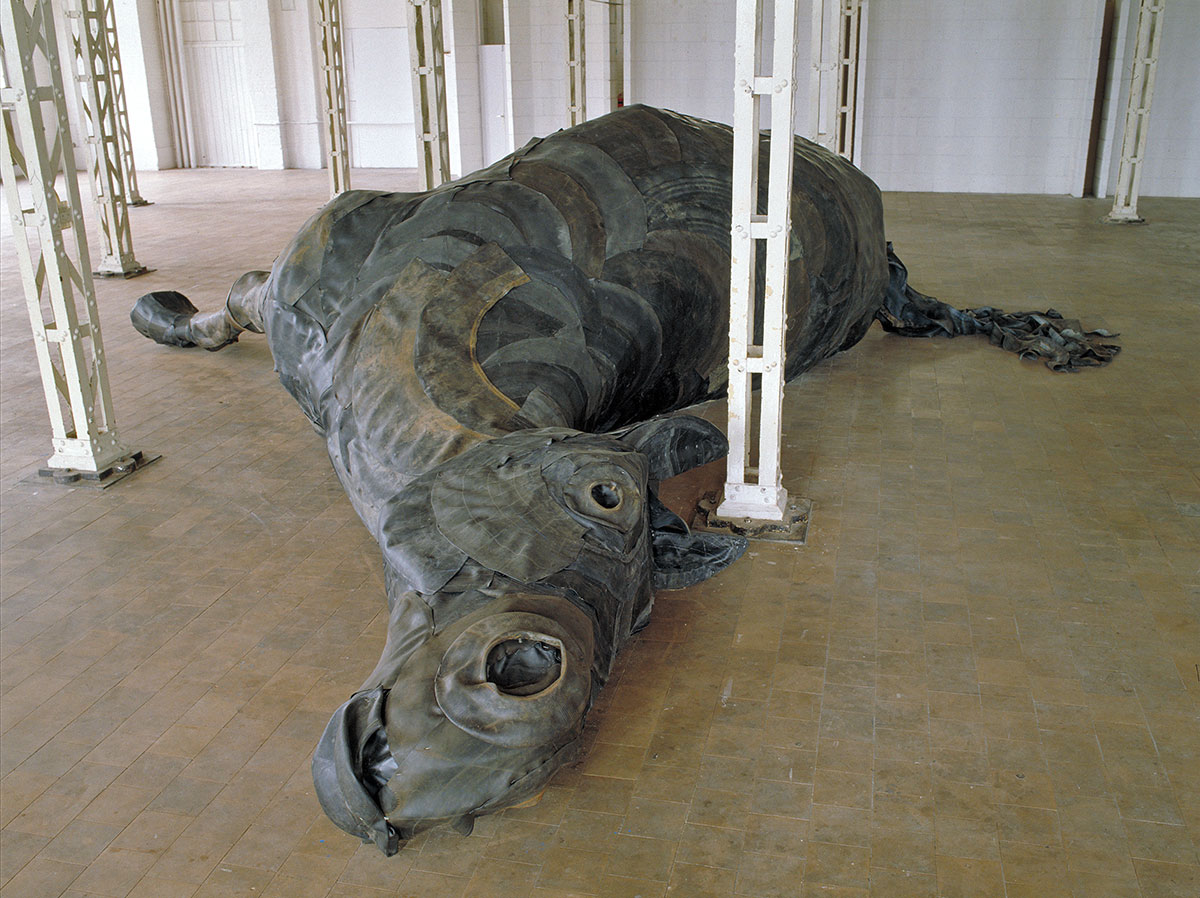
zonder titel (1991)
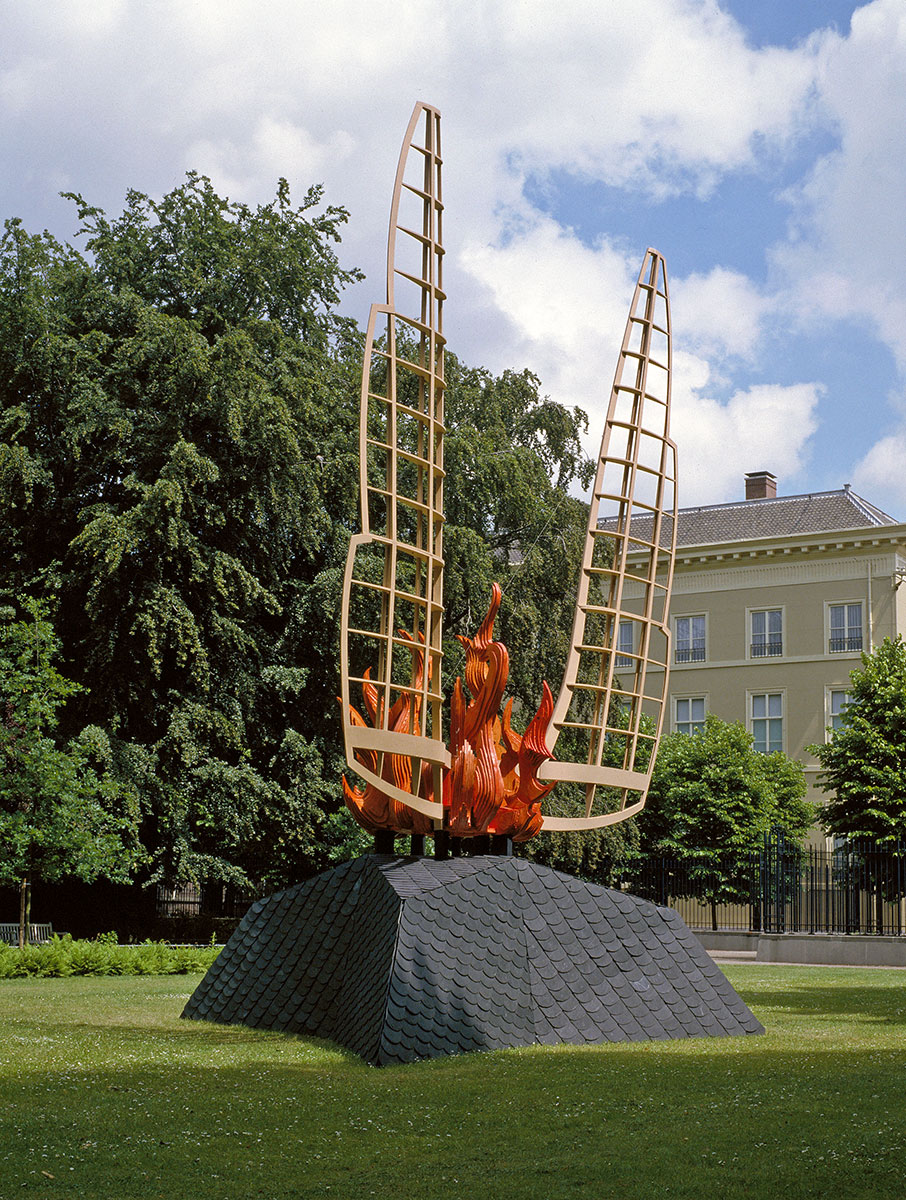
Triumviraat (1990)
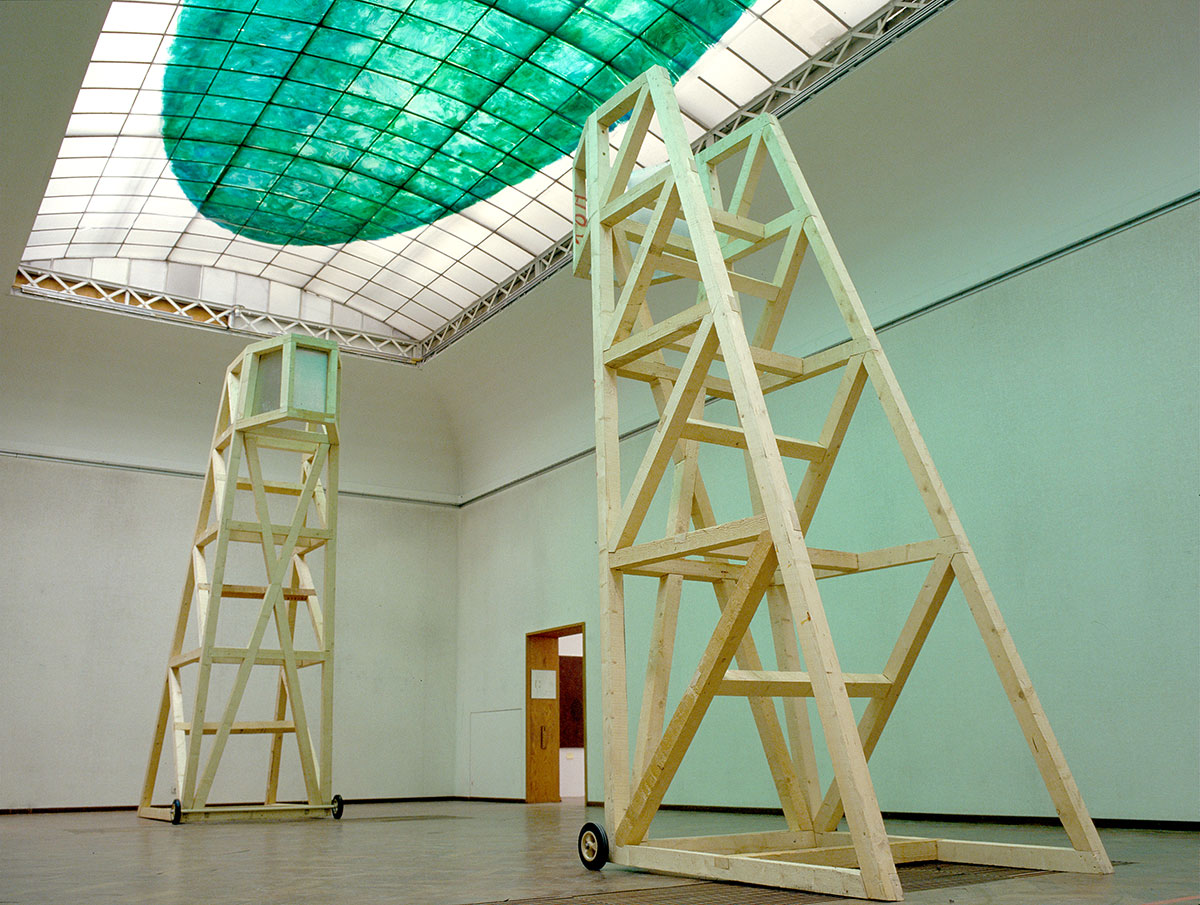
Excelsior (1988)
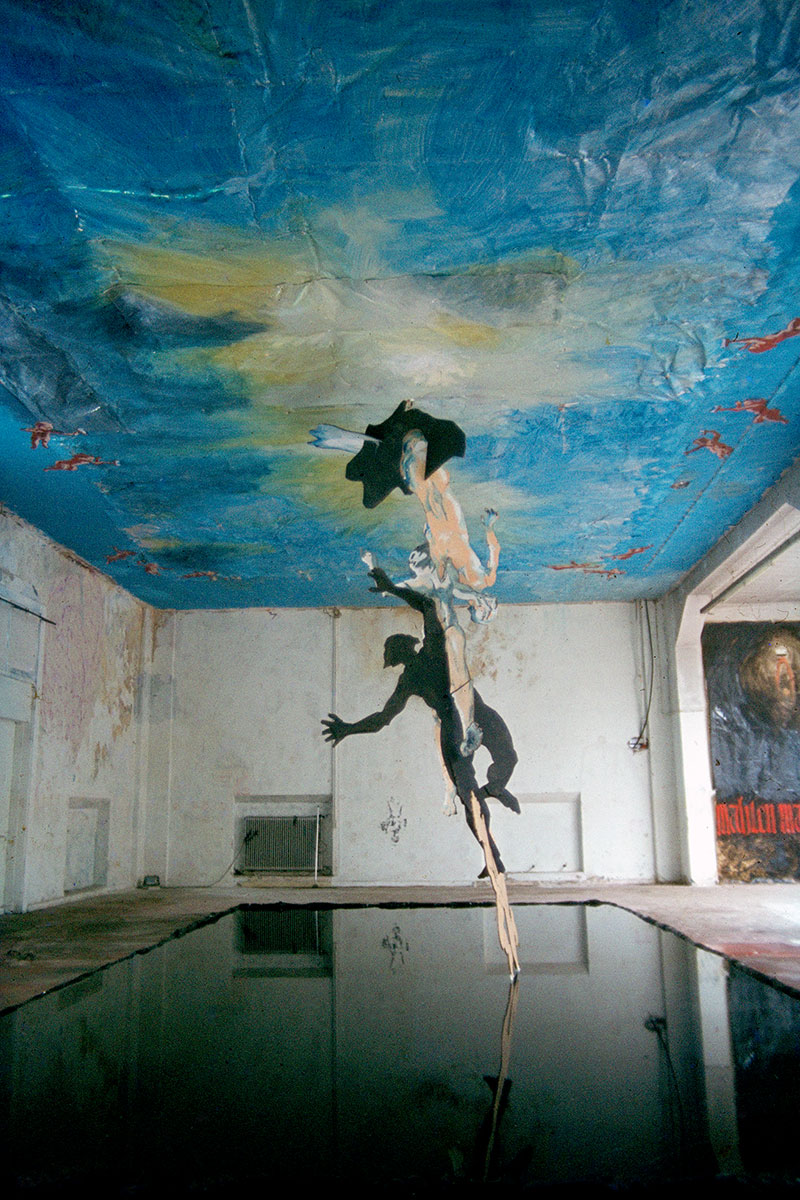
Schildershemel (1983)